# Jefferson (Carolina del Nord)
Jefferson és una població dels Estats Units i seu del comtat d'Ashe a l'estat de Carolina del Nord. Segons el cens del 2000 tenia 1.422 habitants.

## Demografia
Segons el cens del 2000, Jefferson tenia 1.422 habitants, 582 habitatges i 334 famílies. La densitat de població era de 284,5 habitants per km².
Dels 582 habitatges en un 19,9% hi vivien nens de menys de 18 anys, en un 45,2% hi vivien parelles casades, en un 10,5% dones solteres, i en un 42,6% no eren unitats familiars. En el 39,5% dels habitatges hi vivien persones soles el 20,6% de les quals corresponia a persones de 65 anys o més que vivien soles. El nombre mitjà de persones vivint en cada habitatge era de 2,02 i el nombre mitjà de persones que vivien en cada família era de 2,66.
Per edats la població es repartia de la següent manera: un 14,3% tenia menys de 18 anys, un 6,8% entre 18 i 24, un 21,2% entre 25 i 44, un 23,1% de 45 a 60 i un 34,7% 65 anys o més.
L'edat mediana era de 51 anys. Per cada 100 dones de 18 o més anys hi havia 70,7 homes.
La renda mediana per habitatge era de 22.847 $ i la renda mediana per família de 34.554 $. Els homes tenien una renda mediana de 26.500 $ mentre que les dones 18.929 $. La renda per capita de la població era de 15.505 $. Entorn de l'11,6% de les famílies i el 15,3% de la població estaven per davall del llindar de pobresa.

## Poblacions més properes
El següent diagrama mostra les poblacions més properes.